# Vincenz Robert Widimsky
Vincenz Robert Widimsky (27. března 1793 Plzeň – 14. února 1865 Město Albrechtice) byl heraldik a kronikář Albrechtic, původním vzděláním a povoláním lékárník.

## Dílo

### Znaky měst
Významným se stal díky svému životnímu dílu Städtewappen des Österreichischen Kaiserstaates, které vyšlo krátce před Widimského smrtí v roce 1864 v dílech pro Království české, Salcburské vévodství, Slezské vévodství a Štýrské vévodství (část ale zůstala v rukopise). Potřeba mít ucelený přehled znaků souvisí se správní reformou fungující od roku 1850, od té doby na městské znaky dohlíželo rakouské ministerstvo vnitra (a muselo zajistit unikátnost jednotlivých znaků). Zároveň kvůli tomu, že takto ucelený přehled o městských znacích v Rakousku nebyl, je Widimskému také poněkud nadneseně přisuzován titul „zakladatel komunální heraldiky“. Dílo skutečně komunální (městskou) heraldiku významně ovlivnilo a bylo nekriticky přejímáno až do začátku 20. století. Na díle se negativně projevila jak okolnost, že Widimský byl v oboru autodidakt, tak průkopnický charakter díla (při velkém objemu znaků se v některých případech musel spoléhat na někdy mylná sdělení městských úředníků).

## Galerie

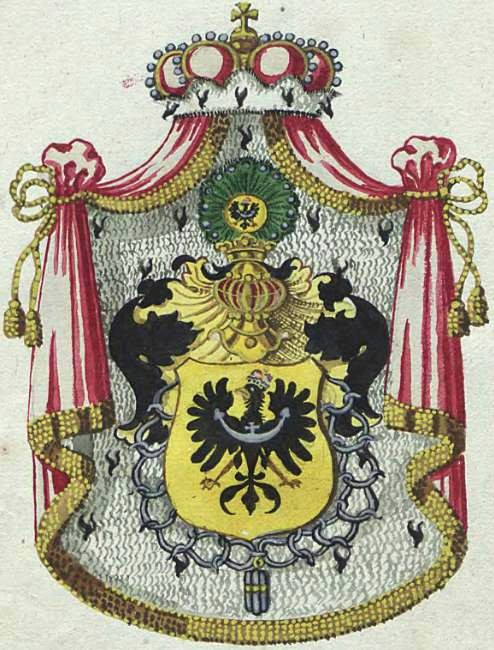
Znak Vévodství Horní a Dolní Slezsko (Rakouského Slezska) s odznakem rytířského řádu Rudenband na kresbě z r. 1855. Kopie grafiky Leonarda Dorsta z r. 1842, zobrazující ve skutečnosti znak pruské Provincie Slezsko. (autor Robert Widimsky)
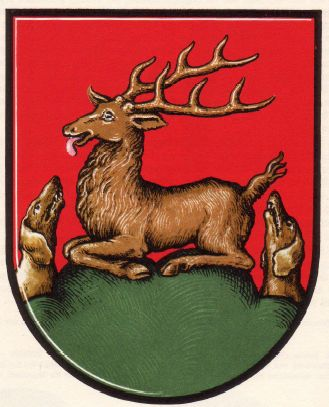
Grb trga Pilštanj (autor Robert Widimsky), 1864)
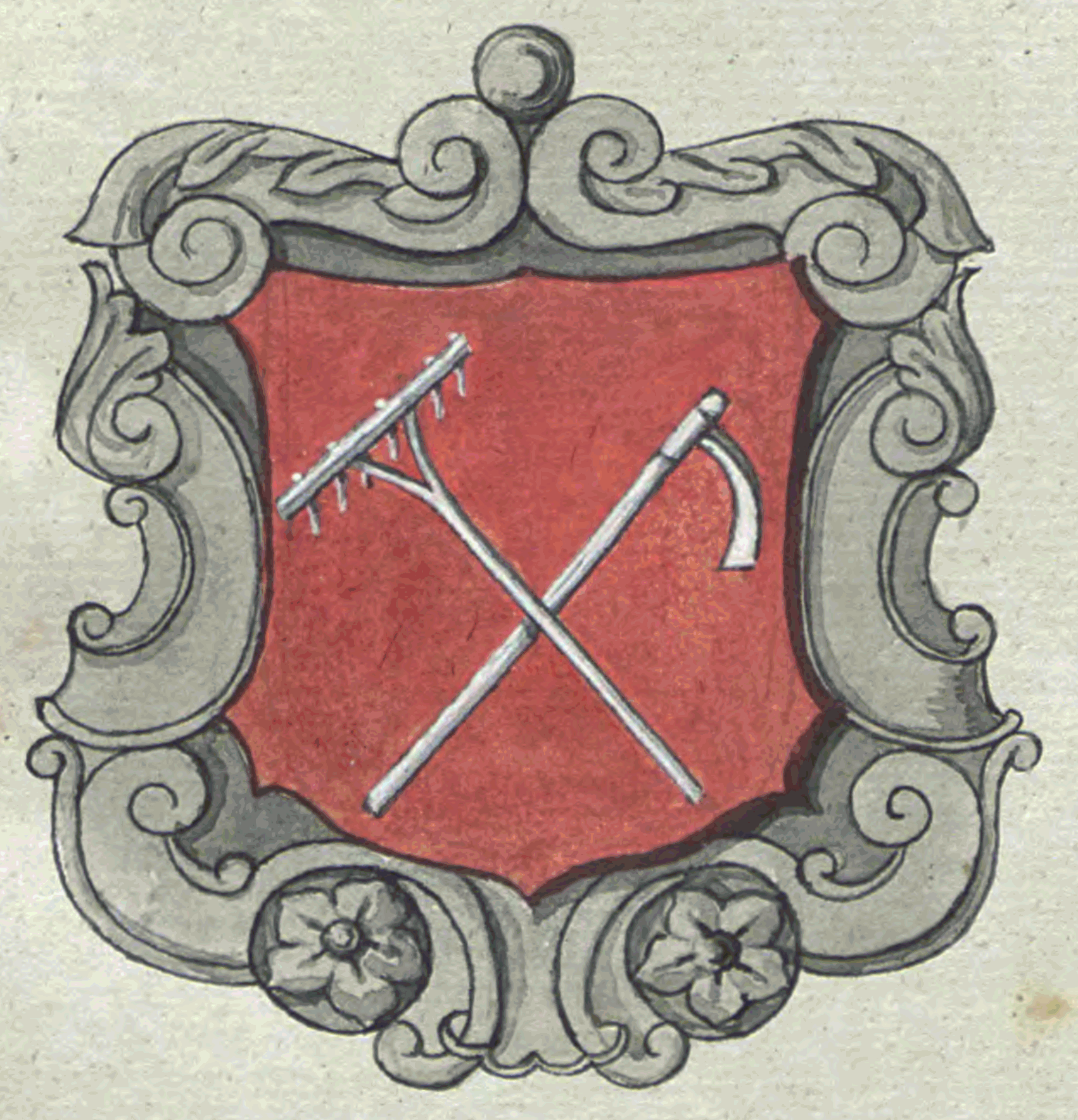
Znak místa Troplowitz (Opavice) v Rakouském Slezsku.(autor Robert Widimsky), 1855)
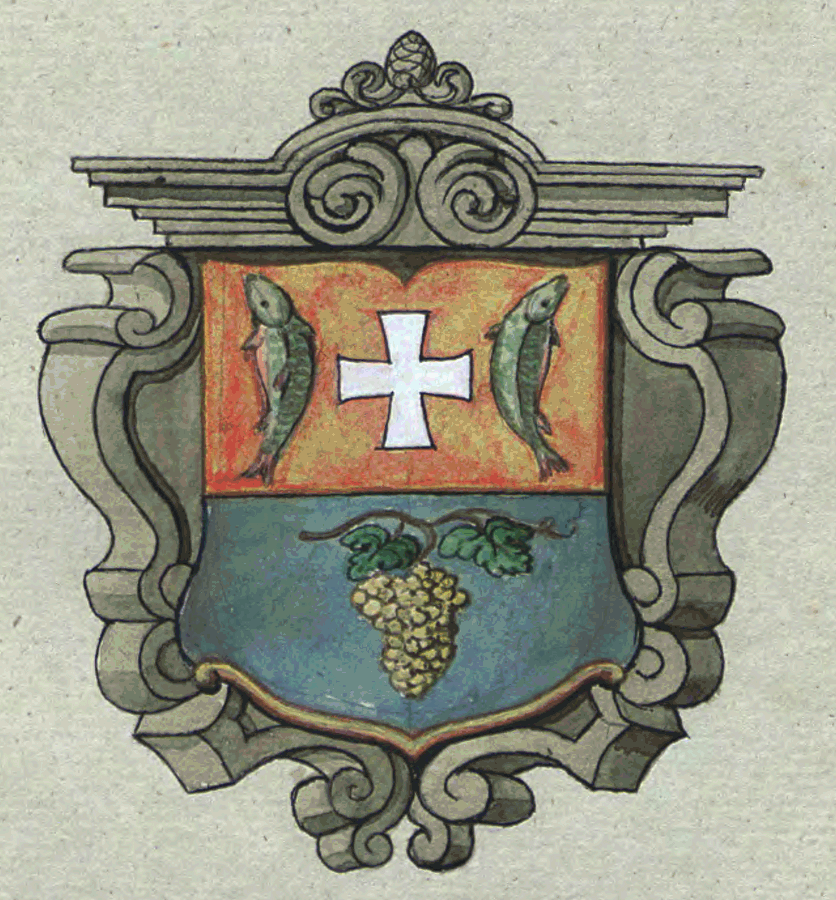
Znak místa Weißwasser v Rakouském Slezsku (autor Robert Widimsky), 1855)